# Juventus Next Gen
La Juventus Next Gen (del latín iuventūs, español juventud, AFI: juˈvɛntus) es el segundo equipo de la Juventus, club de fútbol de Italia con sede en la ciudad de Turín. Juega en la Serie C, tercera categoría del fútbol italiano.
Fundado en 2018, el primero de su tipo en actividad en el país desde 1976 (año de la abolición del Campeonato De Martino), es uno de los dos equipos masculinos que representan a la Juventus en el ámbito profesional —aunque está sujeto a límites tanto de edad como en el ámbito estrictamente deportivo-empresarial— así como, en general, el segundo en orden jerárquico dentro del club, sucediendo al primer equipo y precediendo al equipo sub-19 perteneciente al sector juvenil.

## Historia
El equipo fue fundado el 3 de agosto de 2018 tras la reintroducción de los equipos de reserva en el fútbol italiano, y se inscribió, según las disposiciones federales, en el campeonato de Serie C. es uno de los dos equipos masculinos que representan a la Juventus en el ámbito profesional Tras mantener la categoría en su año de debut, en los siguientes campeonatos la Juventus Sub-23 se asentó en la tercera división y alcanzó varias veces la clasificación para los play-offs; además en 2020, en su segunda temporada de actividad, el equipo dirigido por Fabio Pecchia y capitaneado por Raffaele Alcibiade ganó la Coppa Italia Serie C, primera vez en la historia de la competición que obtiene el título un segundo equipo.

## Infraestructura

### Estadio

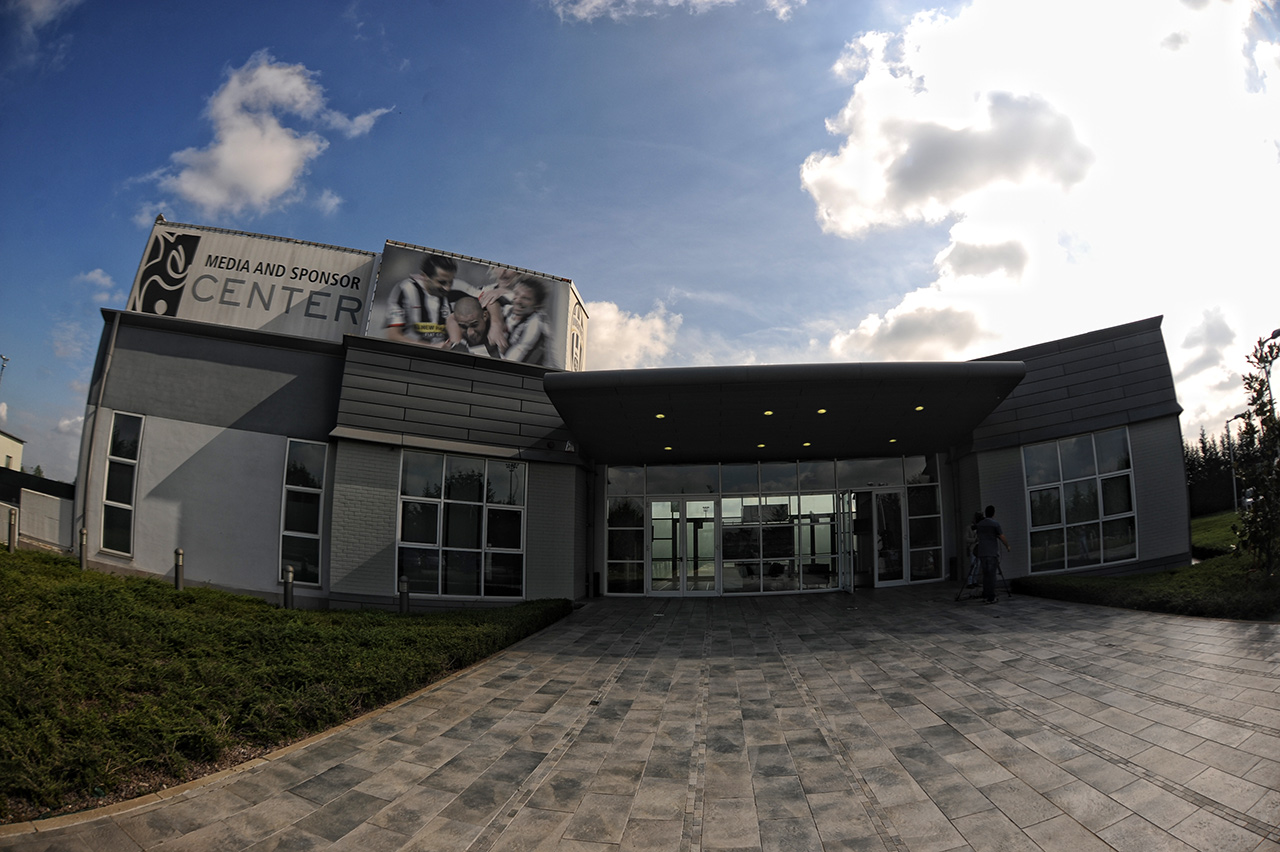
Juventus Center (JTC) de Vinovo.

La Juventus de Turín "B" juega sus partidos de local en el Estadio Giuseppe Moccagatta de Alessandria, que comparte con el U. S.  Alessandria.

### Centro de entrenamiento
Los entrenamientos se realizan en el Juventus Training Center de Vinovo; en segundo lugar, la Juventus Sub-23 también comparte a veces el Juventus Training Center de Turín, con el primer equipo bianconero.

## Entrenadores
- Mauro Zironelli (2018-2019)
- Fabio Pecchia (2019-2020)
- Andrea Pirlo (2020)
- Lamberto Zauli (2020-2022)
- Massimo Brambilla (2022-)

## Palmarés

### Títulos nacionales
| Competiciones nacionales   | Títulos | Subcampeonatos |
| -------------------------- | ------- | -------------- |
| Coppa Italia Serie C (1/1) | 2019-20 | 2022-23        |